# Ibrahim Saidau
Ibrahim Saidau, född den 9 mars 1985 i Kokrek, är en vitrysk brottare.
Han tog OS-brons i supertungvikt i samband med de olympiska tävlingarna i brottning 2016 i Rio de Janeiro.